# Eye Cue
Eye Cue es un dúo musical macedonio formado por los vocalistas Bojan Trajkovski (nacido el 3 de octubre) y Marija Ivanovska (nacida el 9  de septiembre de 1997). El grupo se constituyó en 2008 y en su música predominan los estilos pop rock y rock alternativo. El grupo alcanzó el éxito en las listas con Magija en 2008, y entró en el Top 20 de MTV Adria con la canción Not This Time en 2010. En 2015 ganaron el Skopje Fest con la canción Ubava.
El dúo representó a la entonces conocida como Antigua República Yugoslava de Macedonia en el Festival de la Canción de Eurovisión 2018 en Lisboa, Portugal, con la canción Lost and Found. En el festival, actuaron los undécimos en la primera semifinal, no obteniendo el pase a la final tras quedar en decimoctava posición con 24 puntos.